# Teresa de Oldemburgo
Teresa Petrovna de Oldemburgo (nome completo: Teresa Frederica Olga; São Petersburgo, 30 de março de 1852 – São Petersburgo, 19 de abril de 1883) foi a primeira esposa de Jorge Maximilianovich, príncipe Romanovsky, mais tarde sexto duque de Leuchtenberg. Era filha do duque Pedro Georgievich de Oldemburgo e de sua esposa, a princesa Teresa de Nassau-Weilburg.

## Primeiros anos

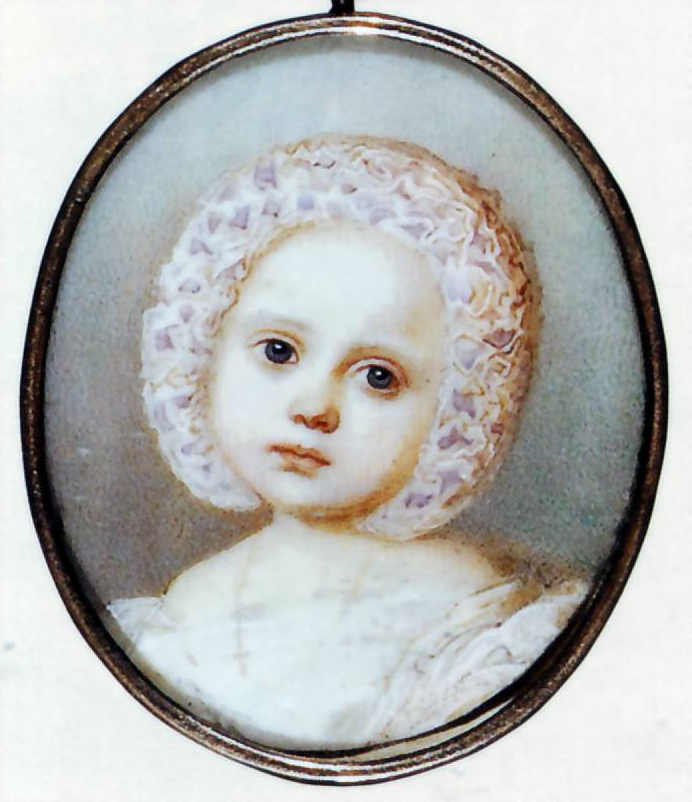
Retrato de Teresa. Woldemar Hau, 1853.

Nascida no dia 30 de março de 1852, em São Petersburgo, filha de Pedro Georgievich de Oldemburgo e de sua esposa, Teresa de Nassau-Weilburg, herdou do pai a boa índole e o desejo de ajudar as pessoas. Viajava frequentemente com ele e, desde tenra idade, era considerada sua assistente em trabalhos de caridade.
À medida que crescia, a jovem Teresa começou a atrair a atenção de muitos homens notáveis. Em 1876, ela e seu pai viajaram para Madrid, onde despertou a admiração do rei Afonso XII de Espanha. O monarca, que já ouvira falar dos feitos de Pedro Georgievich no desenvolvimento da educação e da medicina na Rússia, declarou agora que "a filha do príncipe era mais um tesouro de Oldemburgo".
Na Rússia, onde seu pai passara a maior parte da vida, Teresa também despertava grande admiração. A jovem, encantadora, modesta e educada, era considerada, com razão, uma noiva desejável em São Petersburgo. O grão-duque Nicolau Constantinovich chegou a cogitar pedir sua mão em casamento, mas não o fez.

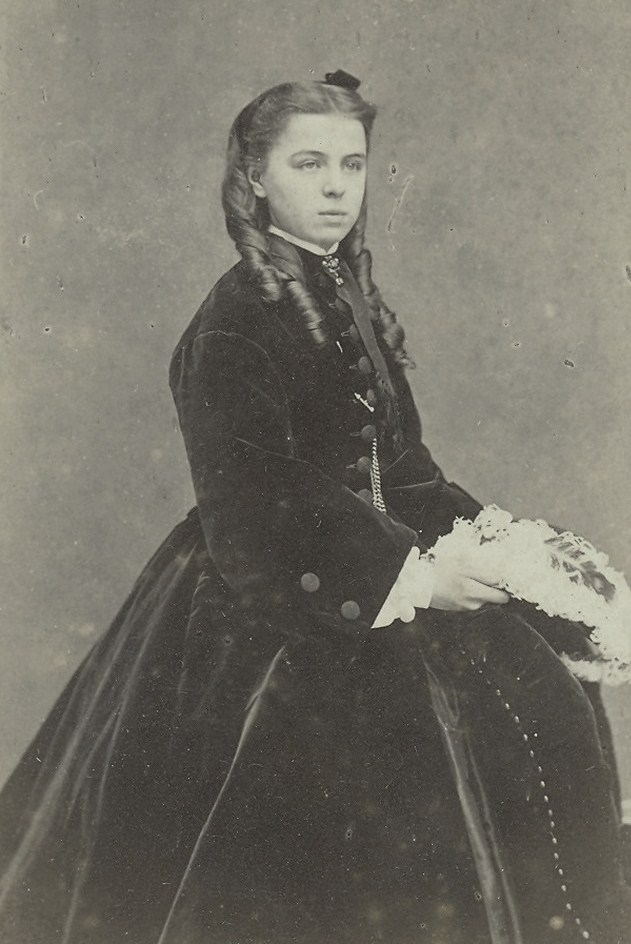
Teresa na década de 1860.

## Casamento

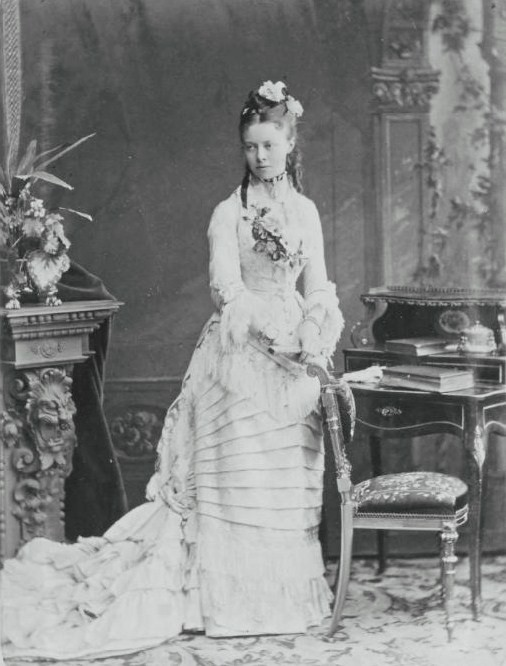
Teresa em 1876.

No início de 1879, Teresa conheceu Jorge Maximilianovich, príncipe Romanovsky (mais tarde sexto duque de Leuchtenberg). O jovem confiante, imponente e galante conquistou imediatamente o coração da romântica princesa. No entanto, descobriu-se que o casamento deles não estava em conformidade com as leis da Igreja Ortodoxa.
Os dois eram primos: Teresa era neta de Catarina Pavlovna, filha do czar Paulo I, e Jorge era filho de Maria Nikolaevna, filha de Nicolau I. Ademais, o irmão mais velho de Teresa, Alexandre Petrovich, era casado com a irmã mais velha de Jorge, Eugénia Maximilianovna, o que fortalecia ainda mais a oposição da Igreja Ortodoxa ao casamento, haja vista que a mesma não permitia casamentos entre primos.
No entanto, Teresa declarou não queria ninguém, exceto Jorge. O duque, por sua vez, também deu um ultimato aos seus parentes: "Ou ela, ou ninguém". Felizmente, os familiares dos amantes não interferiram em sua escolha. Em maio de 1879, o casamento finalmente aconteceu. A cerimônia foi secreta e não houve nenhum anúncio oficial nos jornais sobre a união entre os representantes das famílias governantes.
Em 1881, o casal teve seu único filho, Alexandre, que se tornou herdeiro do ducado de Leuchtenberg. A família não era rica, mas Teresa nunca se queixou da falta de recursos. Além disso, tornou-se uma digna sucessora da obra de seu pai. Ela era patrona de instituições educacionais e se dedicava a trabalhos de caridade. Chegou a se tornar curadora do Ginásio Feminino Pokrovskaya e, em 1882, foi condecorada com a Ordem de Santa Catarina.

## Morte prematura
Infelizmente, a vida de Teresa Petrovna foi curta. No dia 19 de abril de 1883, em São Petersburgo, ela morreu em decorrência de tuberculose, aos 31 anos. Sua morte foi um grande choque não apenas para seus parentes, mas também para os desfavorecidos, órfãos, aleijados e doentes, a quem a princesa dedicava sua ajuda. Embora seu marido fosse descrito como um homem arrogante e frio, ele jamais conseguiu se conformar com a perda de sua esposa. Contraiu um segundo casamento apenas por insistência do imperador, mas até o fim de seus dias, recordou-se com carinho dos quatro anos de felicidade que viveu ao lado da doce e bela Teresa.
Sobre sua morte, Alexander Polovtsov escreveu:
| “ | A Princesa Teresa foi a última pessoa respeitável da Casa de Leuchtenberg. | ” |